# Agalmatium costale
Agalmatium costale är en insektsart som först beskrevs av Matsumura 1910.  Agalmatium costale ingår i släktet Agalmatium och familjen sköldstritar.
Artens utbredningsområde är Spanien. Inga underarter finns listade i Catalogue of Life.